# IC 1892
IC 1892 ist eine interagierende Balken-Spiralgalaxie vom Hubble-Typ SB/P im Sternbild Eridanus am Südsternhimmel. Sie ist schätzungsweise 125 Millionen Lichtjahre von der Milchstraße entfernt und hat einen Durchmesser von etwa 70.000 Lichtjahren. Gemeinsam mit NGC 1228, NGC 1229 und NGC 1230 bildet sie die Galaxienkette Arp 332.
Halton Arp gliederte seinen Katalog ungewöhnlicher Galaxien nach rein morphologischen Kriterien in Gruppen. Diese Galaxiengruppe gehört zu der Klasse Ketten von Galaxien.
Im selben Himmelsareal befindet sich u. a. die Galaxie IC 1898.
Das Objekt wurde am 22. Januar 1900 vom US-amerikanischen Astronomen Herbert Alonzo Howe entdeckt.